# Белавенець Сергій Всеволодович
Сергій Всеволодович Бела́венець (рос. Сергей Всеволодович Белавенец; *18 липня 1910, Смоленськ — †7 березня 1942, біля міста Стара Русса, теперішня Новгородська область) — радянський шахіст. Чемпіон Москви 1932, 1937 і 1938. Чемпіон РРФСР 1934. Третій призер чемпіонату СРСР 1939 року.

## Життєпис
У 1925 році переїхав до Москви. Чемпіон Москви 1932, 1937 і 1938. Чемпіон РРФСР 1934. Третій призер (після Ботвинника і Котова) чемпіонату СРСР 1939 року. Був гарним педагогом, разом із Михайлом Юдовичем керував гуртком юних шахістів у Московському Палаці піонерів. Відомий теоретик, особливо французького захисту.
Коли розпочалась радянсько-німецька війна, шахіст саме виступав у півфіналі чемпіонату СРСР у Ростові-на-Дону. Белавенець повернувся до Москви і вступив до війська. Загинув у бою під Старой Руссою (тепер у складі Новгородської області), командуючи підрозділом мінометників.
З 1985 року в Смоленську проводили меморіали Белавенця.
Донька шахіста — Людмила Белавенець — була відомою кореспонденційною шахісткою, чемпіонкою світу з шахів за листуванням протягом 1984—1992 років.